# Sergio Sánchez (voetballer)
Sergio Sánchez Sánchez (Carbayín Alto, 28 april 1977) is een Spaans voormalig profvoetballer die als doelman speelde.
Sánchez begon zijn carrière bij Sporting Gijón waar hij eerst in het tweede team speelde en daarna in het eerste. In 2001 ging hij naar Atlético Madrid wat dan uitkomt in de Segunda División A waar hij reserve was achter Germán Burgos. 
In 2002 maakte hij voor één seizoen op huurbasis de overstap naar RCD Espanyol om vervolgens weer terug te keren bij Atlético Madrid. Daarna werd Sánchez verhuurd aan Getafe CF, waarmee hij wist te promoveren naar de Primera División. Vervolgens gaat hij naar Hércules CF wat dan uitkomt in de Segunda División A. In 2007 gaat hij naar ADO Den Haag vanwege blessures bij Stefan Postma en Josh Wagenaar. Medio 2007 keerde hij terug naar Spanje waar hij een contract tekende bij Sporting Gijon. In 2009 stopte hij met spelen en trok hij naar Candás CF waar hij assistent-trainer werd. Sinds 2011 bij keeperscoach bij Sporting Gijón B en in de jeugd van die club.